# Sinbad

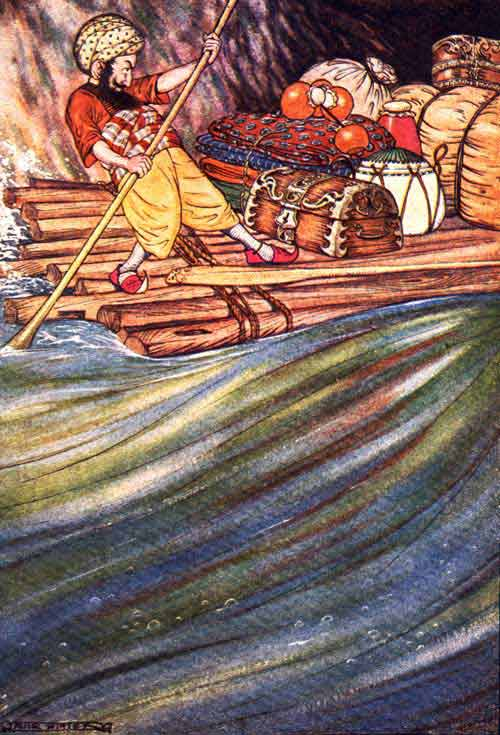
Sinbad the Sailor:
"Having balanced my cargo exactly..."
Drawing by Milo Winter (1914)

Sinbad (hoặc Sindbad) là một nhân vật thủy thủ hư cấu xuất hiện lần đầu tiên trong bộ truyện Nghìn lẻ một đêm.

## Lịch sử
Chàng được mô tả là đến từ Baghdad trong thời kỳ đầu Abbasid Caliphate (khoảng thế kỷ thứ 8 và 9 sau Công Nguyên). Trong 7 hành trình phiêu lưu trên khắp vùng biển phía đông châu Phi và phía Nam châu Á, Anh đã đối mặt với ma thuật, quái vật và chứng kiến các hiện tượng siêu nhiên kỳ bí.
Sau này nhiều nhà làm phim và các hãng phim đã đưa Sinbad trở thành nhân vật chính trong sản phẩm của họ. Nổi bật nhất là Những cuộc phiêu lưu của Sinbad đã được trình chiếu tại Việt Nam. 

## Liên kết
Tư liệu liên quan tới Sindbad tại Wikimedia Commons
- Mart, Stefan, Story of Sindbad The Sailor, DE.
- Mart, Stefan (1933), 21 "Sindbad", Tales of the Nations (illustrations), DE {{Chú thích}}: Kiểm tra giá trị |contribution-url= (trợ giúp)Quản lý CS1: địa điểm thiếu nhà xuất bản (liên kết)